# Moreni (okręg Neamț)
Moreni – wieś w Rumunii, w okręgu Neamț, w gminie Văleni. W 2011 roku liczyła 300 mieszkańców.